# Lijst van afleveringen van Dr. Quinn, Medicine Woman
Dit is een lijst met afleveringen van de Amerikaanse televisieserie Dr. Quinn, Medicine Woman. De serie telt 6 seizoenen. Een overzicht van alle afleveringen is hieronder te vinden.

## Seizoen 1
| #  | Titel Aflevering                 | Uitzenddatum VS  |
| -- | -------------------------------- | ---------------- |
| 0  | Pilot                            | 1 januari 1993   |
| 1  | Epidemic                         | 2 januari 1993   |
| 2  | The Visitor                      | 9 januari 1993   |
| 3  | Law of the Land                  | 16 januari 1993  |
| 4  | The Healing                      | 23 januari 1993  |
| 5  | Father's Day                     | 30 januari 1993  |
| 6  | Bad Water                        | 6 februari 1993  |
| 7  | The Great American Medicine Show | 13 februari 1993 |
| 8  | A Cowboy's Lullaby               | 20 februari 1993 |
| 9  | Running Ghost                    | 27 februari 1993 |
| 10 | The Prisoner                     | 13 maart 1993    |
| 11 | Happy Birthday                   | 27 maart 1993    |
| 12 | Rite of Passage                  | 10 april 1993    |
| 13 | Heroes                           | 1 mei 1993       |
| 14 | The Operation                    | 8 mei 1993       |
| 15 | The Secret                       | 15 mei 1993      |
| 16 | Portraits                        | 22 mei 1993      |

## Seizoen 2
| #  | Titel Aflevering               | Uitzenddatum VS   |
| -- | ------------------------------ | ----------------- |
| 1  | The Race                       | 25 september 1993 |
| 2  | Sanctuary                      | 2 oktober 1993    |
| 3  | Halloween                      | 30 oktober 1993   |
| 4  | The Incident                   | 6 november 1993   |
| 5  | Saving Souls                   | 13 november 1993  |
| 6  | Where the Heart Is: Part 1     | 20 november 1993  |
| 7  | Where the Heart Is: Part 2     | 20 november 1993  |
| 8  | Giving Thanks                  | 27 november 1993  |
| 9  | Best Friends                   | 4 december 1993   |
| 10 | Sully's Choice                 | 11 december 1993  |
| 11 | Mike's Dream: A Christmas Tale | 18 december 1993  |
| 12 | Crossing the Line              | 1 januari 1994    |
| 13 | The Offering                   | 8 januari 1994    |
| 14 | The Circus                     | 15 januari 1994   |
| 15 | Another Woman                  | 22 januari 1994   |
| 16 | Orphan Train                   | 29 januari 1994   |
| 17 | Buffalo Soldiers               | 5 februari 1994   |
| 18 | Luck of the Draw               | 5 maart 1994      |
| 19 | Life and Death                 | 12 maart 1994     |
| 20 | The First Circle               | 26 maart 1994     |
| 21 | Just One Lullaby               | 9 april 1994      |
| 22 | The Abduction: Part 1          | 30 april 1994     |
| 23 | The Abduction: Part 2          | 30 april 1994     |
| 24 | The Campaign                   | 7 mei 1994        |
| 25 | The Man in the Moon            | 14 mei 1994       |
| 26 | Return Engagement: Part 1      | 21 mei 1994       |
| 27 | Return Engagement: Part 2      | 21 mei 1994       |

## Seizoen 3
| #  | Titel Aflevering                 | Uitzenddatum VS   |
| -- | -------------------------------- | ----------------- |
| 1  | The Train                        | 24 september 1994 |
| 2  | Fathers and Sons                 | 1 oktober 1994    |
| 3  | Cattle Drive: Part 1             | 8 oktober 1994    |
| 4  | Cattle Drive: Part 2             | 15 oktober 1994   |
| 5  | The Library                      | 22 oktober 1994   |
| 6  | Halloween II                     | 29 oktober 1994   |
| 7  | The Washington Affair: Part 1    | 5 november 1994   |
| 8  | The Washington Affair: Part 2    | 5 november 1994   |
| 9  | Money Trouble                    | 12 november 1994  |
| 10 | Thanksgiving                     | 19 november 1994  |
| 11 | Ladies' Night: Part 1            | 26 november 1994  |
| 12 | Ladies' Night: Part 2            | 3 december 1994   |
| 13 | A First Christmas                | 10 december 1994  |
| 14 | Indian Agent                     | 7 januari 1995    |
| 15 | The End of the World             | 14 januari 1995   |
| 16 | Pike's Peace                     | 28 januari 1995   |
| 17 | Cooper vs. Quinn: Part 1         | 4 februari 1995   |
| 18 | Cooper vs. Quinn: Part 2         | 4 februari 1995   |
| 19 | What Is Love?                    | 11 februari 1995  |
| 20 | Things My Father Never Taught Me | 18 februari 1995  |
| 21 | Baby Outlaws                     | 25 februari 1995  |
| 22 | Bone of Contention               | 11 maart 1995     |
| 23 | Permanence of Change             | 8 april 1995      |
| 24 | Washita: Part 1                  | 29 april 1995     |
| 25 | Washita: Part 2                  | 29 april 1995     |
| 26 | Sully's Recovery                 | 6 mei 1995        |
| 27 | Ready or Not                     | 13 mei 1995       |
| 28 | For Better or Worse: Part 1      | 20 mei 1995       |
| 29 | For Better or Worse: Part 2      | 20 mei 1995       |

## Seizoen 4
| #  | Titel Aflevering             | Uitzenddatum VS   |
| -- | ---------------------------- | ----------------- |
| 1  | A New Life                   | 23 september 1995 |
| 2  | Traveling All-Stars          | 30 september 1995 |
| 3  | Mothers and Daughters        | 7 oktober 1995    |
| 4  | Brother's Keeper             | 14 oktober 1995   |
| 5  | Halloween III                | 28 oktober 1995   |
| 6  | Dorothy's Book               | 4 november 1995   |
| 7  | Promises, Promises           | 11 november 1995  |
| 8  | The Expedition: Part 1       | 18 november 1995  |
| 9  | The Expedition: Part 2       | 18 november 1995  |
| 10 | One Touch of Nature          | 25 november 1995  |
| 11 | Hell on Wheels               | 9 december 1995   |
| 12 | Fifi's First Christmas       | 16 december 1995  |
| 13 | Change of Heart              | 6 januari 1996    |
| 14 | Tin Star                     | 13 januari 1996   |
| 15 | If You Love Someone...       | 20 januari 1996   |
| 16 | The Iceman Cometh            | 27 januari 1996   |
| 17 | Dead or Alive: Part 1        | 3 februari 1996   |
| 18 | Dead or Alive: Part 2        | 10 februari 1996  |
| 19 | Deal with the Devil          | 17 februari 1996  |
| 20 | Eye for an Eye               | 24 februari 1996  |
| 21 | Hearts and Minds             | 9 maart 1996      |
| 22 | Reunion                      | 23 maart 1996     |
| 23 | Woman of the Year            | 6 april 1996      |
| 24 | Last Chance                  | 13 april 1996     |
| 25 | Fear Itself                  | 27 april 1996     |
| 26 | One Nation                   | 4 mei 1996        |
| 27 | When a Child Is Born: Part 1 | 11 mei 1996       |
| 28 | When a Child Is Born: Part 2 | 18 mei 1996       |

## Seizoen 5
| #  | Titel Aflevering                        | Uitzenddatum VS   |
| -- | --------------------------------------- | ----------------- |
| 1  | Runaway Train                           | 21 september 1996 |
| 2  | Having It All                           | 28 september 1996 |
| 3  | Malpractice                             | 5 oktober 1996    |
| 4  | All That Glitters...                    | 12 oktober 1996   |
| 5  | Los Americanos                          | 19 oktober 1996   |
| 6  | Last Dance                              | 26 oktober 1996   |
| 7  | Right or Wrong                          | 2 november 1996   |
| 8  | Remember Me                             | 9 november 1996   |
| 9  | Legend                                  | 16 november 1996  |
| 10 | The Tempest                             | 23 november 1996  |
| 11 | Separate but Equal                      | 7 december 1996   |
| 12 | A Place to Die                          | 14 december 1996  |
| 13 | Season of Miracles                      | 21 december 1996  |
| 14 | The Dam                                 | 11 januari 1997   |
| 15 | Farewell Appearance                     | 25 januari 1997   |
| 16 | The Most Fatal Disease                  | 1 februari 1997   |
| 17 | Colleen's Paper                         | 8 februari 1997   |
| 18 | Between Friends/A House Divided: Part 1 | 15 februari 1997  |
| 19 | Between Friends/A House Divided: Part 2 | 15 februari 1997  |
| 20 | Hostage                                 | 22 februari 1997  |
| 21 | The Body Electric                       | 5 april 1997      |
| 22 | Before the Dawn                         | 12 april 1997     |
| 23 | Starting Over                           | 26 april 1997     |
| 24 | His Father's Son                        | 3 mei 1997        |
| 25 | Moment of Truth: Part 1                 | 10 mei 1997       |
| 26 | Moment of Truth: Part 2                 | 17 mei 1997       |

## Seizoen 6
| #  | Titel Aflevering       | Uitzenddatum VS   |
| -- | ---------------------- | ----------------- |
| 1  | Reason to Believe      | 27 september 1997 |
| 2  | All That Matters       | 4 oktober 1997    |
| 3  | A Matter of Conscience | 11 oktober 1997   |
| 4  | The Comfort of Friends | 18 oktober 1997   |
| 5  | Wave Goodbye           | 25 oktober 1997   |
| 6  | A Place Called Home    | 1 november 1997   |
| 7  | Lead Me Not            | 8 november 1997   |
| 8  | A Time to Heal: Part 1 | 15 november 1997  |
| 9  | A Time to Heal: Part 2 | 22 november 1997  |
| 10 | Civil Wars             | 6 december 1997   |
| 11 | Safe Passage           | 12 december 1997  |
| 12 | Homecoming             | 20 december 1997  |
| 13 | Point Blank            | 28 februari 1998  |
| 14 | Seeds of Doubt         | 7 maart 1998      |
| 15 | Seven Kinds of Lonely  | 21 maart 1998     |
| 16 | Life in the Balance    | 4 april 1998      |
| 17 | Happily Ever After     | 11 april 1998     |
| 18 | Birdman                | 18 april 1998     |
| 19 | Legend II: Vengeance   | 25 april 1998     |
| 20 | To Have and to Hold    | 2 mei 1998        |
| 21 | The Fight              | 9 mei 1998        |
| 22 | A New Beginning        | 16 mei 1998       |